# Montañas Bvumba
Montañas Bvumba. también llamadas Montañas Vumba se encuentran en la frontera entre los países africanos de Zimbabue y Mozambique, a unos 25 km al sureste de Mutare. Las montañas se elevan en el Castillo de Beacon hasta 1911 metros, y son, junto con Chimanimani y Nyanga parte de las montañas Altas del este de Zimbabue. Son conocidas como las "Montañas de la Niebla", (Bvumba es el nombre en Shona para "niebla".)